# Der Herr der Ringe (1978)
Der Herr der Ringe ist ein Fantasy-Zeichentrickfilm des US-amerikanischen Regisseurs Ralph Bakshi aus dem Jahr 1978. Er ist nach der Hobbit-Verfilmung von 1977 die zweite filmische Adaption des Werks des englischen Autors J. R. R. Tolkien, der auch die Roman-Trilogie Der Herr der Ringe verfasst hat. Der Film startete am 16. August 1979 in den deutschen Kinos.

## Handlung
Zu Beginn des Zweiten Zeitalters von Mittelerde schmieden Elbenschmiede neun Ringe der Macht für sterbliche Könige der Menschen, sieben für die Zwergenfürsten und drei für die Elbenkönige. Kurz darauf fertigt der Dunkle Fürst Sauron den Einen Ring an und benutzt ihn, um Mittelerde zu erobern. Nach dem Fall der letzten Allianz aus Elben und Menschen wird der Ring von Prinz Isildur ergriffen. Nachdem Isildur von Orks getötet wurde, liegt der Ring über 2.500 Jahre lang im Bett des Flusses Anduin. Im Laufe der Zeit erobert Sauron die Neun Ringe und verwandelt ihre Besitzer in die Ringgeister (Nazgûl). Der Eine Ring wird eines Tages beim Fischen von Déagol entdeckt, dessen Freund Sméagol ihn tötet und den Ring für sich nimmt. Der Ring vergiftet seinen Körper und Geist, und er wird zur Kreatur Gollum. Hunderte von Jahren später findet der Hobbit Bilbo Beutlin den Ring in Gollums Höhle und bringt ihn ins Auenland.
Jahrzehnte später, während Bilbos Geburtstagsfeier, sagt ihm der Zauberer Gandalf, er solle den Ring seinem Verwandten Frodo überlassen. Bilbo stimmt widerwillig zu und verlässt das Auenland. Siebzehn Jahre vergehen, in denen Gandalf erfährt, dass böse Kräfte entdeckt haben, dass der Ring im Besitz eines Beutlins ist. Gandalf trifft sich mit Frodo, um die Geschichte des Rings und die damit verbundene Gefahr zu erklären; und Frodo verlässt sein Haus und nimmt den Ring mit sich. Er wird von drei Hobbitfreunden begleitet, Pippin, Merry und Sam. Nach einer knappen Flucht vor den Ringgeistern, kommen die Hobbits nach Bree, von wo aus Aragorn sie nach Bruchtal ins Land der Elben führt. Unterwegs werden sie von den Ringgeistern angegriffen und Frodo von ihnen lebensgefährlich verletzt. In Bruchtal wird Frodo von Elrond geheilt. Er trifft Gandalf wieder, nachdem letzterer Saruman entkommen war, welcher plant, sich mit Sauron zu verbünden, aber auch den Ring für sich selbst will. In einem Rat debattieren Bilbo, Gandalf und andere über den Einen Ring, und Frodo meldet sich freiwillig, nach Mordor zu gehen, wo der Ring zerstört werden kann. Danach bricht Frodo mit acht Gefährten aus Bruchtal auf: Gandalf; Aragorn; Boromir, Sohn des Verwalters von Gondor; dem Elben Legolas; dem Zwerg Gimli; und Frodos drei Hobbitgefährten. Ihr Versuch, das Nebelgebirge zu durchqueren, wird durch schweren Schnee vereitelt und sie werden gezwungen, die Minen von Moria zu durchqueren. Dort werden sie von Orks angegriffen und Gandalf stürzt in einen Abgrund, während er einen Balrog – einen Dämonen – bekämpft.
Die verbleibende Gemeinschaft zieht weiter und erreicht den Elbenhafen Lothlórien, wo sie die Elbenkönigin Galadriel treffen. Im weiteren Verlauf der Reise versucht Boromir, Frodo den Ring zu entreißen, woraufhin Frodo beschließt, seine Suche alleine fortzusetzen; aber Sam besteht darauf, ihn zu begleiten. Im gleichzeitig stattfindenden Kampf wird Boromir  von Orks getötet, während er Merry und Pippin zu verteidigen versucht. Diese werden von den Orks gefangen genommen, die beabsichtigen, sie durch das Land Rohan nach Isengart – dem Sitz Sarumans – zu bringen. Die Hobbits können entkommen und fliehen in den Fangornwald, wo sie Baumbart – einen lebenden Baum – treffen. Aragorn, Gimli und Legolas verfolgen die Spuren Merrys und Pippins in den Wald, wo sie wieder mit Gandalf vereint werden, der nach der Vernichtung des Balrogs wiedergeboren wurde. Die vier erreichen Rohans Hauptstadt Edoras, wo Gandalf König Théoden davon überzeugt, dass sein Volk in Gefahr ist. Aragorn, Gimli und Legolas reisen dann zur Festung Hornburg in Helms Klamm. Frodo und Sam entdecken derweil, dass Gollum sie verfolgt, um den Ring zurückzuerobern. Sie können ihn fangen, verschonen aber sein Leben als Gegenleistung für die Führung zum Schicksalsberg. In Helms Klamm widersetzen sich Théodens Truppen den von Saruman gesandten Orks, bis Gandalf mit den Reitern von Rohan ankommt und die Orkarmee zerstört.

## Hintergrund
Saul Zaentz produzierte diesen Zeichentrickfilm für den Vertrieb durch das US-amerikanische Filmunternehmen United Artists. Die Vertriebsrechte liegen jetzt bei Warner Bros.
Der Film besitzt einen deutlich ernsteren und düstereren Grundton, als es Peter Jacksons Verfilmung viele Jahre später haben sollte. So gibt es wenig bis keinen Humor und viele der Szenerien sind in dunkle, teils surreal anmutende Bilder getaucht. Die Handlung des Filmes umfasst den Teilband Die Gefährten und ungefähr zwei Drittel von Die zwei Türme und endet mit dem Sieg der Reiter von Rohan bei der Schlacht um Helms Klamm. Auch werden mehrere, für die Haupthandlung eher unbedeutende Charaktere wie Arwen überhaupt nicht vorgestellt, oder wie Éomer oder dessen Schwester Éowyn nur namentlich erwähnt und/oder sind nur sehr kurz zu sehen.
Ein Detail an Bakshis Film ist, dass einige der Szenen zunächst mit realen Schauspielern in Spanien gedreht wurden, um dann mit dem sogenannten Rotoskopie-Verfahren nachgezeichnet zu werden.
Regisseur Ralph Bakshi plante, einen zweiten Film zu drehen, um dort Die Rückkehr des Königs zu behandeln; die Realisierung scheiterte jedoch an der fehlenden finanziellen Unterstützung des Veröffentlichers, obwohl der erste Film ein finanzieller Erfolg war.
Stattdessen verfilmten die beiden Zeichentrickproduzenten Arthur Rankin Jr. und Jules Bass 1980 das dritte und letzte Buch Die Rückkehr des Königs unter dem Filmtitel The Return of the King. Die Rückkehr des Königs ist jedoch nicht mit einer direkten Fortsetzung von Bakshis Werk zu verwechseln.

### Auszeichnungen
Der Film war sowohl für den Hugo als auch den Saturn Award in der Kategorie Best Dramatic Presentation und Best Fantasy Film nominiert. Leonard Rosenmans Filmmusik war für einen Golden Globe  nominiert. Bakshi gewann den Golden Gryphon Award für den Film beim Giffoni Film Festival.

## Sonstiges
- Auf dem DVD-Audiokommentar zu  Der Herr der Ringe: Die Gefährten, sagte Regisseur Peter Jackson, dass er eine Szene als Hommage an den Zeichentrickfilm Bakshis inszeniert habe: Ein Hobbit ruft bei Bilbos Geburtstagsfeier „Proudfeet!“.

- Für diesen Film erhielt der spätere Regisseur Tim Burton als Zwischenphasenzeichner seinen ersten Job in der Filmindustrie.
- Die finnische Metalband Nightwish benutzt einige Sätze des Erzählers aus der Einleitung in ihrem Lied Elvenpath.
- Die Filmmusik von Leonard Rosenman ist seinerzeit in einer Doppel-Langspielplattenausgabe erschienen, darunter auch eine Ausgabe als Picture Disc mit Filmfotos auf allen vier Seiten.
- Die Szene, in der der Nazgúl die Hobbits im Auenland verfolgt und sie sich vor ihm in einem teils ausgehöhlten Baum verstecken, wurde fast 1:1 in Peter Jacksons Verfilmung übernommen, ebenso wie die Verzierungen am versteckten Tor von Moria.

## Synchronisation
Die deutsche Fassung entstand bei der cine - adaption GmbH Film- und Fernsehsynchronisation in München-Gauting. Das Dialogbuch schrieb Niels Clausnitzer, welcher auch die Dialogregie führte.
| - Frodo Beutlin: Holger Ungerer - Frodo Beutlin (Gesang): Michael Habeck - Gandalf: Curt Ackermann - Sam Gamdschie: Michael Habeck - Aragorn: Hartmut Reck - Merry Brandybock: Ulf-Jürgen Wagner - Pippin Tuk: Arno Bergler - Bilbo Beutlin: Ivar Combrinck - Boromir: Hartmut Neugebauer - Legolas: Tonio von der Meden | - Gimli: Donald Arthur - Gollum: Horst Sachtleben - Saruman: Erik Jelde - Théoden: Wolf Ackva - Gríma Schlangenzunge: Bruno W. Pantel - Elrond: Horst Naumann - Wirt Butterblume: Harry Kalenberg - Baumbart: Benno Hoffmann - Galadriel: Viktoria Brams - Uglúk: Gernot Duda - Grishnákh: Norbert Gastell - Erzähler: Holger Hagen |